# Ferdinando Meglio
Ferdinando Meglio (* 27. Juni 1959 in Neapel) ist ein ehemaliger italienischer Säbelfechter.

## Erfolge
Ferdinando Meglio wurde 1979 in Melbourne und 1982 in Rom mit der Mannschaft Vizeweltmeister und gewann mit dieser außerdem 1983 in Wien Bronze. Bei den Europameisterschaften 1981 in Foggia gewann er zudem Bronze im Einzel. Meglio nahm an vier Olympischen Spielen teil: 1980 belegte er in Moskau im Einzel den siebten Rang, während er mit der Mannschaft ungeschlagen das Finale erreichte. In diesem setzte sich die Sowjetunion mit 9:2 durch, sodass Meglio gemeinsam mit Michele Maffei, Mario Aldo Montano, Marco Romano und Giovanni Scalzo die Silbermedaille erhielt. Vier Jahre darauf stand er mit der italienischen Equipe in Los Angeles erneut im Finalkampf, in dem Frankreich mit 9:3 bezwungen wurde. Somit wurde Meglio zusammen mit Angelo Arcidiacono, Gianfranco Dalla Barba, Marco Marin und Giovanni Scalzo Olympiasieger. Eine weitere Medaille gewann er 1988 in Seoul, als er sich mit Massimo Cavaliere, Gianfranco Dalla Barba, Marco Marin und Giovanni Scalzo im Mannschaftswettbewerb Bronze sicherte. Bei den Olympischen Spielen 1992 in Barcelona schloss Meglio das Einzel auf dem sechsten und die Mannschaftskonkurrenz auf dem achten Rang ab.